# گادفری گائو
گادفری گائو (به انگلیسی: Godfrey Gao) (به چینی: 高以翔) (به پین‌یین: Gāo Yǐxiáng) (زادهٔ ۲۲ سپتامبر ۱۹۸۴ – درگذشته ۲۷ نوامبر ۲۰۱۹) یک هنرپیشه و مدل تایوانی‌الاصل اهل کانادا بود.

## فیلم‌شناسی
- همه چیز درباره زنان (۲۰۰۸)
- داستان اسباب‌بازی ۳ (۲۰۱۰)
- ابزارهای مرگبار: شهر استخوان‌ها (۲۰۱۳)
- انگشتر سبز(2017)

مجموعه های تلویزیونی
- We are all alone 2020
- The Gravity of a Rainbow 2019
- Remembering Lichuan 2016
- The Queen of SOP 2012